# Sugawara no Kiyotomo
Sugawara no Kiyotomo est un nom japonais traditionnel ; le nom de famille (ou le nom d'école), Sugawara, précède donc le prénom (ou le nom d'artiste).
Sugawara no Kiyotomo (菅原 清公, 770 – 26 novembre 842), également lu « Kiyogimi » et « Kiyotada », est un courtisan et bureaucrate japonais de l'époque de Heian.
Il sert d'abord directement le prince impérial puis est envoyé en mission en Chine et nommé gouverneur de la province d'Owari (尾張の輔, Owari no suke) à son retour. Dans cette fonction, il met en œuvre de nombreux éléments de modes de gouvernance chinois et s'oppose à la peine capitale. Kiyotomo devient plus tard Daigaku no kami (大学の上), position analogue à celle de ministre de l'Éducation. En tant que tel, il cherche à introduire les formes chinoises de gouvernance et d'éducation et de dans les premières universités japonaises et, globalement, réforme de nombreux aspects de l'Université.
Kiyotomo participe aussi à la compilation d'une anthologie poétique appelée Ryōunshū, en collaboration avec Ono no Minemori en 814.

## Source
- Papinot, Edmond (1910). Dictionnaire historique et géographique du Japon. Tokyo: Librairie Sansaisha.

## Source de la traduction
- (en) Cet article est partiellement ou en totalité issu de l’article de Wikipédia en anglais intitulé « Sugawara no Kiyotomo » (voir la liste des auteurs).